# CARPE DIEM
『CARPE DIEM』（カルペディエム）は、YeLLOW Generationの1枚目のアルバムである。

## 概要
- カルペディエムとは、ラテン語で今、この瞬間を生きるという意味。

## 収録曲
1. Open Your Eyes(1:04)
作曲：前嶋康明、編曲：Shika Strings
2. CARPE DIEM 〜今、この瞬間を生きる〜(6:36)
作詞：おちまさと、作曲：熊田晃典、編曲：大八木弘雄
3rdシングル。
3. 北風と太陽(5:17)
作詞：おちまさと、作曲：渡辺未来、編曲：家原正樹
2ndシングル。
4. 逃げ水〜Like a road mirage〜(4:27)
作詞：おちまさと、作曲：Motoko Harada、編曲：米光亮・Motoko Harada
5. LOST Generation(5:41)
作詞：おちまさと、作曲：泉川そら、編曲：吉俣良
1stシングル。
6. Another“Myself”(4:25)
作詞：おちまさと、作曲：Motoko Harada、編曲：Watari
7. 裸の王様(3:57)
作詞：おちまさと、作曲：大八木弘雄、編曲：大八木弘雄
8. 2880316〜地球最後の日の皆様へ〜(4:02)
作詞：おちまさと、作曲：Watari、編曲：Watari
9. Christmas Card(4:44)
作詞：おちまさと、作曲：大八木弘雄、編曲：大八木弘雄
10. 鬼灯(5:57)
作詞：おちまさと、作曲：渡辺未来、編曲：渡辺未来
11. I will never forget.〜もうひとつの理由〜(4:54)
作詞：おちまさと、作曲：泉川そら、編曲：吉俣良
12. And Just Open Your Heart(1:14)
作曲：前嶋康明、編曲：Shika Strings